# Violently Delicate
Violently Delicate ist das Debütalbum der israelischen Alternative-Rock-Band Eatliz. Es wurde im November 2007 veröffentlicht. Im Vorfeld der ursprünglich für das Frühjahr 2010 geplanten Veröffentlichung des zweiten regulären Studioalbums Teasing Nature wurde es kostenlos zum Download bereitgestellt, wurde jedoch später erneut kostenpflichtig.

## Stil und Rezeption
Von Kritikern wird das Album stilistisch zwischen den Stolen Babies und No Doubt eingeordnet. Thomas Kohlruß schrieb auf den Babyblauen Seiten:

„Diese eigenwillige Mischung aus gelungenen Melodien, bratzigen Einsprengseln, punkigen Exzessen, folkloristischen Einlagen und dem exaltierten Gesang von Lee Tiffon macht ungemein Laune. Und das nutzt sich auch nach vielen, vielen Hördurchläufen kein bisschen ab, weil die Musik ungemein frisch ist und immer wieder kleine Gimmicks und Feinheiten offenbart. Mehr gibt es nicht zu sagen.“

## Erfolge
Das Lied Attractive, das unter anderem auf Radio Fritz gespielt wurde, verschaffte Eatliz trotz ausbleibender Platzierung in der Hitparade auch in Deutschland Bekanntheit bei einem größeren Publikum. Das Video zu diesem Lied gewann im Juni 2009 den Ourstage Video Grand Prize.

## Titelliste
1. Bolsheviks (5:09)
2. Violently Delicate (3:55)
3. Attractive (3:40)
4. Hey (3:08)
5. Sunshine (5:25)
6. Say Where (3:30)
7. Big Fish (3:43)
8. I Don't Care (5:08)
9. Mix Me (4:08)
10. Be Invisible (4:43)
11. Whore (4:09)
12. Mountain Top (4:15)